# اوک، هند
اوک (به انگلیسی: Owk) یک منطقهٔ مسکونی در هند است که در Owk mandal واقع شده‌است. اوک ۱۱٬۷۶۰ نفر جمعیت دارد و ۱۹۴ متر بالاتر از سطح دریا واقع شده‌است.